# River Swere
Der River Swere ist ein Wasserlauf in Oxfordshire, England. Er entsteht nordöstlich von Over Norton und fließt bis zu seiner Mündung in den River Cherwell in östlicher Richtung.